# Lizzy Borden
A Lizzy Borden amerikai rock/heavy metal együttes.

## Története
1983-ban alapította Los Angelesben Lizzy Borden és Joe Scott testvérpár. Először a "Metal Massacre IV" válogatáslemezen tűntek fel, 1984-ben leszerződtek a Metal Blade Records-hoz és ebben az évben megjelentették első EP-jüket. Nevüket Lizzie Borden-ről, egy amerikai nőről kapták, akit a tizenkilencedik században egy fejszével megölte az apját. Első nagylemezük 1985-ben jelent meg. Alex Nelson 2004-ben elhunyt, 2009-ben pedig Corey James is elhunyt, egy autóbaleset következtében. Az együttes többször is feloszlott, 2006-ban újra összeálltak.

## Tagok
- Lizzy Borden - ének (1983-1996, 1999-2004, 2006-)
- Joey Scott - dob (1983-1996, 1999-2004, 2006-)
- Marten Anderson - basszusgitár (1992-1996, 1999-2004, 2006-)
- Ira Black - gitár (2006-2008, 2014-) (koncerteken)

## Korábbi tagok
- Gene Allen – gitár (1983–1988)
- Tony Matuzak – gitár (1983–1985)
- Steve Hochheiser – basszusgitár (1983)
- Michael Davis – basszusgitár (1983–1988)
- Alex Nelson – gitár (1985–1987, 1999–2004; 2004-ben elhunyt)
- Joe Holmes – gitár (1987–1988)
- Brian Perry – basszusgitár (1989–1992)
- David Philips – gitár (1989–1996)
- Corey James Daum – gitár (1989–1996; 2009-ben elhunyt)
- Ronnie Jude – gitár (1989)
- Chris Sanders – gitár (2007-2010)
- Dario Lorina – gitár (2010–2014)
- AC Alexander – gitár (2010–2014)

## Diszkográfia
Albumok
- Love You to Pieces (1985)
- Menace to Society (1986)
- Visual Lies (1987)
- Master of Disguise (1989)
- Deal with the Devil (2000)
- Appointment with Death (2007)
- My Midnight Things (2018)

Egyéb kiadványok
- Demo '83
- Give 'Em the Axe (EP, 1984)
- Ultra Violence (kislemez, 1986)
- The Murderess Metal Road Show (koncertalbum, 1986)
- "Me Against the World" / "Den of Thieves" (kislemez, 1987)
- Terror Rising (EP, 1987)
- Best of Lizzy Borden (válogatáslemez, 1994)